# El Greco

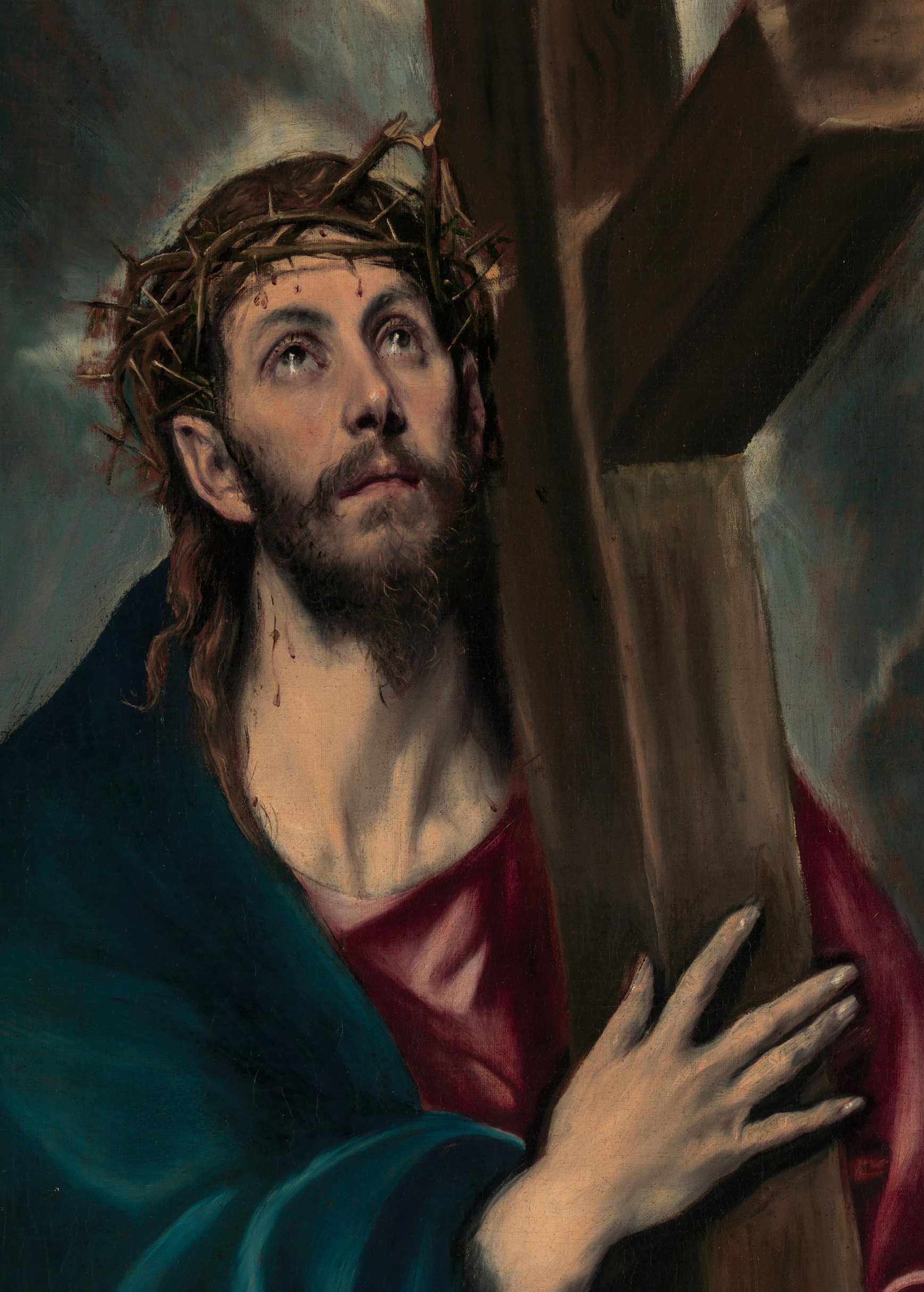
El Grecos Kristus med korset (1577-1579)

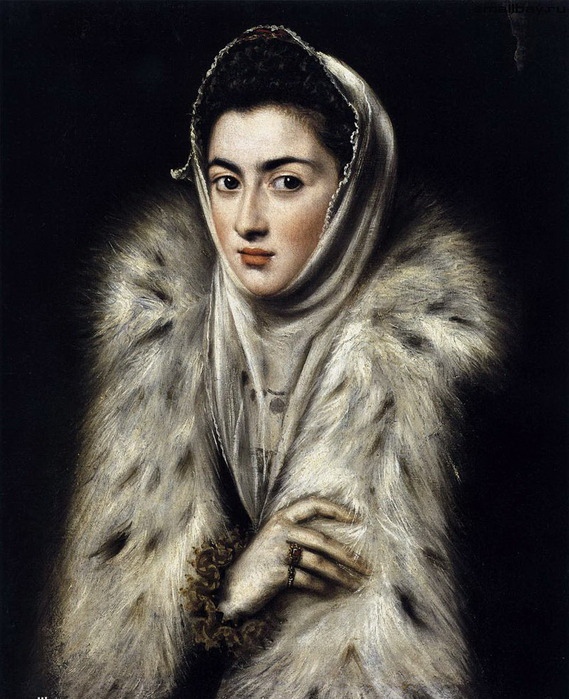
El Grecos Dam i päls (sent 1570-tal, målningen kan vara ett porträtt av konstnärens hustru Jerónima de las Cuevas)

El Greco (venetianska ’greken’), egentligen Doménikos Theotokópoulos, född 1 oktober 1541 i Heraklion på Kreta, död 7 april 1614 i Toledo, Spanien, var en grekisk-spansk konstnär. Han var den främste företrädaren för manierismen i Spanien.

## Biografi
El Greco var skolad ikonmålare i den bysantinska traditionen. Omkring 1560 reste han till Venedig (Kreta var en venetiansk koloni) och blev elev hos Tizian. Han reste sedan till Rom, där han rönte viss uppmärksamhet och hade egna elever, men flyttade 1570 till spanska Toledo och stannade där till sin död.

### Tre konstnärliga perioder
El Grecos konstnärliga utveckling uppvisar tre stadier. Målningarna från det första stadiet (1570-1580) företer ett venetianskt inflytande framför allt från Tizian: linjeteckningen försvinner, färgmässigt finns inga begränsningar och det rent måleriska dominerar. El Grecos dramatiska bruk av ljus och skugga (chiaroscuro) och hans porträttstil tyder på ett inflytande också från Tintoretto, Veronese, Bassano och måhända Correggio. Treenigheten och Dam i päls härstammar från denna period.
Under den andra perioden (1580-1590) kombineras vissa bysantinska drag med en växande känsla för rytm och rörelse, däribland Den helige Mauritius martyrdöd och Korsfästelsen. Greve Orgaz begravning framställer helgonen Stefanus och Augustinus i färd med att sänka ned kroppen i graven. Duken är översållad med gestalter, några av dem porträtt, och den både kontrasterar och förenar den himmelska och den mänskliga världen, det stränga och allvarliga uttrycket i målningens nedre del och den Helige Andes strålglans i den övre delen. Betraktarens öga leds uppåt till Kristusgestalten, som Johannes Döparen bönfaller att ta emot grevens själ. Denna andliga hänförelse är typisk för El Greco.
Under den tredje och sista perioden (1590-1614) koncentrerade sig El Greco i allt högre grad på att skildra en inre skönhet, och i den sista fasen uppnådde han ett fullständigt andligt uttryck. Från 1604 förstärks känslan av rytm, och form och färg går mot en allt större enkelhet. Till de senare målningarna hör Evangelisten Johannes uppenbarelse och Utsikt över Toledo.

### Övrigt
El Greco har även målat Petrus och Paulus som hänger på Nationalmuseum i Stockholm och Toledo i åskväder.

## El Greco i kulturen
2007 gjorde den grekiske filmregissören Jannis Smaragdis en film om El Grecos liv.